# بريسمان
بريسمان (أو بنزين لادنبورغ) هو الاسم الدارج لألكان حلقي متعدد الحلقات صيغته المجملة C6H6، فهو بالتالي مصاوغ تكافؤي لمركب البنزين، لكنه أقل ثباتية منه.
يشتق الاسم من شكل المركب الفراغي الذي يشبه الموشور. كان ألبرت لادنبورغ قد اقترح هذه البنية لحلقة البنزين؛ إلا أن هذا المركب لم يصطنع حتى سنة 1973.

## الخواص
يوجد البريسمان في الشروط القياسية على شكل سائل عديم اللون. بسبب أن زاوية الرابطة تبلغ 60°س على شكل مثلث فإن المركب يعاني من ارتفاع إجهاد الحلقة، بشكل مشابه مما يحدث في حلقي البروبان، ولكن بدرجة أكبر. باالتالي فإن المركب غير مستقر، وهذا يجعل من عملية اصطناعه صعبة.
تعد خطوة إعادة الترتيب من البريسمان إلى البنزين ممنوعة وفق قواعد ودورد-هوفمان. وجد أن إجراء عملية استبدال بوضع مجموعات ميثيل مكان ذرات الهيدروجين في البريسمان يزيد من الثباتية.

## التحضير
يصطنع البريسمان وفق المخطط التالي:

اصطناع البريسمان:

يبدأ الاصطناع من البنزفالين (1) و4-فينيل التريازوليدون (2) وفق تفاعل ديلز-ألدر حيث يتشكل كاتيون كربوني على شكل ناتج وسطي. تحدث عملية حلمهة لناتج الإضافة (3) عند شروط قاعدية، ثم يتم التحويل إلى مركب آزو (5) بوجود حفاز من كلوريد النحاس الثنائي. في الخطوة الأخيرة تحدث عملية تفكك ضوئي للحصول على البريسمان.